# Adalberto Bortolotti
Adalberto Bortolotti (Bologna, 28 marzo 1936) è un giornalista sportivo italiano.

## Biografia
Si forma professionalmente a Tuttosport, giornale sportivo torinese per il quale segue come inviato i Giochi Olimpici di Roma 1960.
Tre anni dopo viene assunto nella redazione di Stadio, quotidiano sportivo bolognese, che in seguito si fonderà con il romano Corriere dello Sport. A Stadio è prima inviato, successivamente redattore capo, vicedirettore fino ad assumerne la qualifica di direttore il 1º gennaio 1976. A seguito della già citata fusione di Stadio con il Corriere dello Sport, assume poi la carica di vicedirettore responsabile del nuovo giornale per l'edizione Nord.
Nel 1980 entra nella redazione del Guerin Sportivo. Del settimanale bolognese sarà a più riprese vicedirettore e direttore, e, dopo essere andato in pensione nel 1992, ne resterà una firma di prestigio.

## Opere
- L'Evoluzione dell'Informazione Sportiva, Relazione introduttiva al XLI Congresso Mondiale della Stampa Sportiva, 1977.
- Roma 83, la stagione scudetto della Roma, Milano, Bi Editoriale Milano, 1983.
- Virtus: Il Cammino verso La Stella, città, Renografica, 1984.
- Sponsor e Sport, Relazione alla 31ª Assemblea dei Presidenti Panathlon International, 1984.
- Il Grande Calcio, Fabbri Editori, 1988.
- Ricordo di Enzo Ferrari a un anno dalla morte, AUTOSPRINT, 1989.
- Quelli del Gol, Conti Editore, 1991.
- 1946-1996: 50 anni che fecero grande il pallone, Selezione dal Reader's Digest, 1996. A cura di Giorgio Tosatti.
- 100 Anni del Campionato di Calcio: Storia, Tradizioni e Leggende, Scramasax Edizioni, 1997. A cura di Luca Giannelli. Autori vari.
- I 50 Grandi del Secolo, Guerin Sportivo, 1999.
- Enciclopedia dello Sport - Calcio, Istituto dell'Enciclopedia Italiana Treccani, 2002. Autori vari.
- I Fenomeni del Gol, Edimedia 2, 2004. Con Franco Cervellati e Gianni Marchesini.
- Strategie per la vittoria - L'evoluzione tattica del calcio moderno, I Quaderni di LIMES, nr.3/2005, Gruppo Editoriale L'Espresso.
- Commemorazione ufficiale alla Consegna del Premio Provincia alla memoria di Giacomo Bulgarelli, 2009.
- 1909-2009: Bologna, un secolo d'amore, Gianni Marchesini Editore, 2009. Con Alberto Bortolotti, Gianfranco Civolani, Gianni Marchesini.

## Riconoscimenti
- Premio USSI (1971) per lo sport come servizio sociale
- Premio Saint Vincent (1972) per i migliori servizi sui Giochi Olimpici di Monaco di Baviera
- Premio Roghi (1979]
- Premio Beppe Viola (1995)
- Premio CONI alla carriera "Una penna per lo Sport" (2005).